# Sosxetra
Sosxetra là một chi bướm đêm thuộc họ Erebidae.